# St-Sauveur (Aincourt)

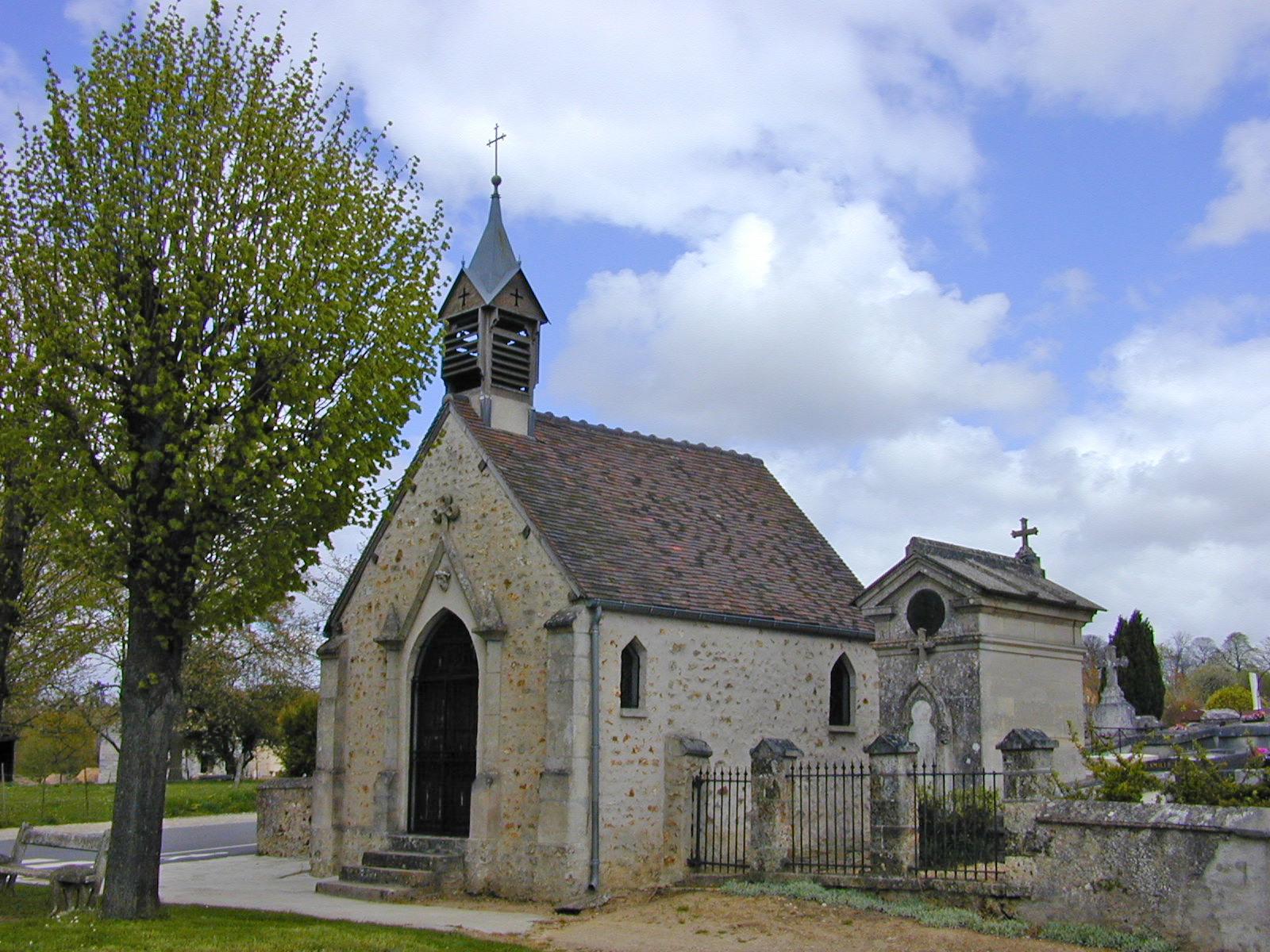
Kapelle Saint-Sauveur

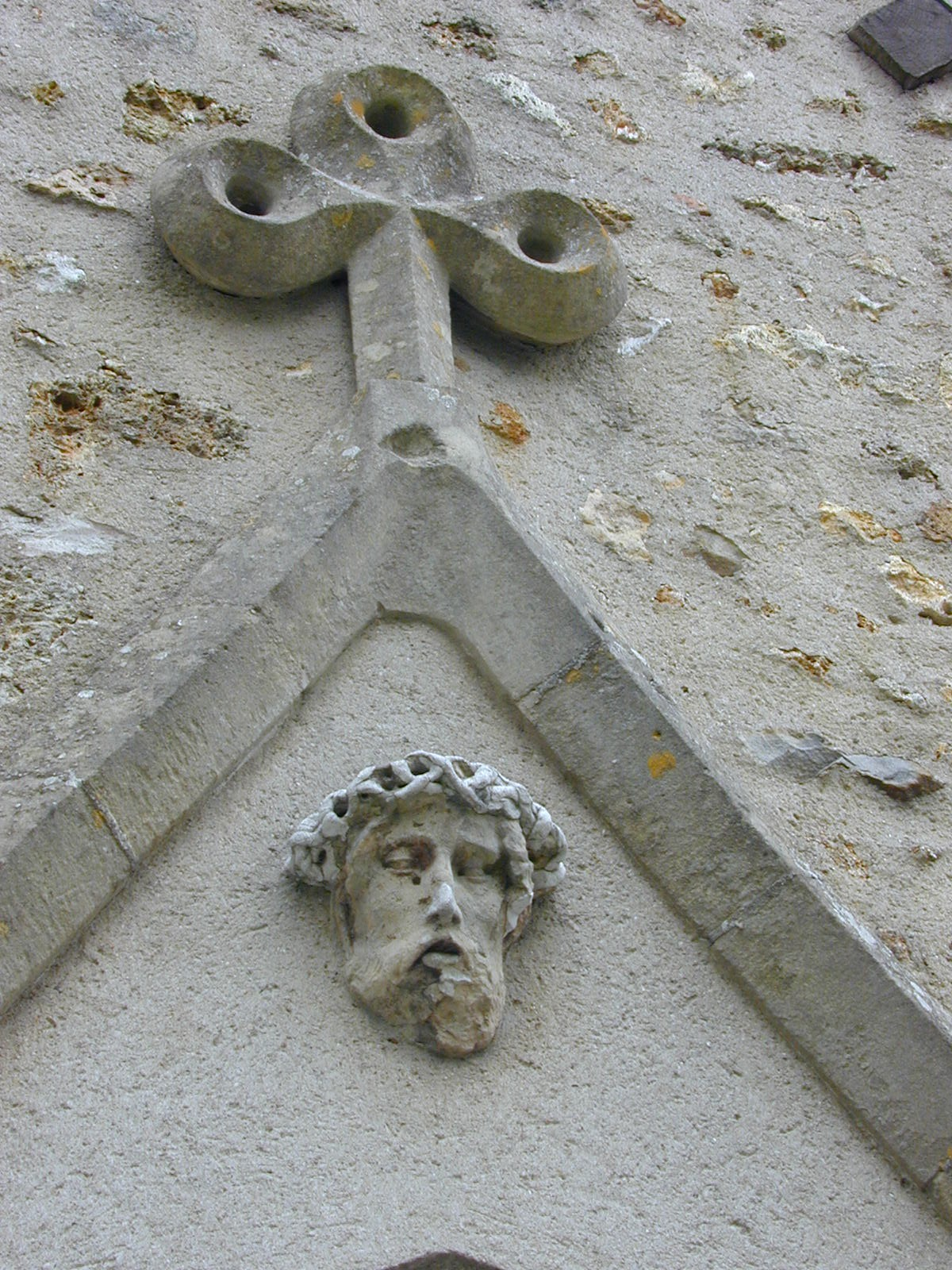
Relief des Erlösers (Saint-Sauveur) über dem Portal

Die römisch-katholische Kapelle St-Sauveur in Aincourt, einer französischen Gemeinde im Département Val-d’Oise in der Region Île-de-France, wurde im 16. Jahrhundert errichtet und im 19. Jahrhundert umgebaut.
Die Kapelle am kommunalen Friedhof gehörte vermutlich zu einem heute nicht mehr existierenden Spital. Sie besteht aus zwei Jochen. Der Dachreiter mit Glocke stammt aus dem 19. Jahrhundert.

## Ausstattung
In der Kapelle befindet sich ein polychromer Altar aus Stein vom Ende des 16. Jahrhunderts. Die fünf Tafeln erzählen die Passion Christi.